# Miss Universo 1963

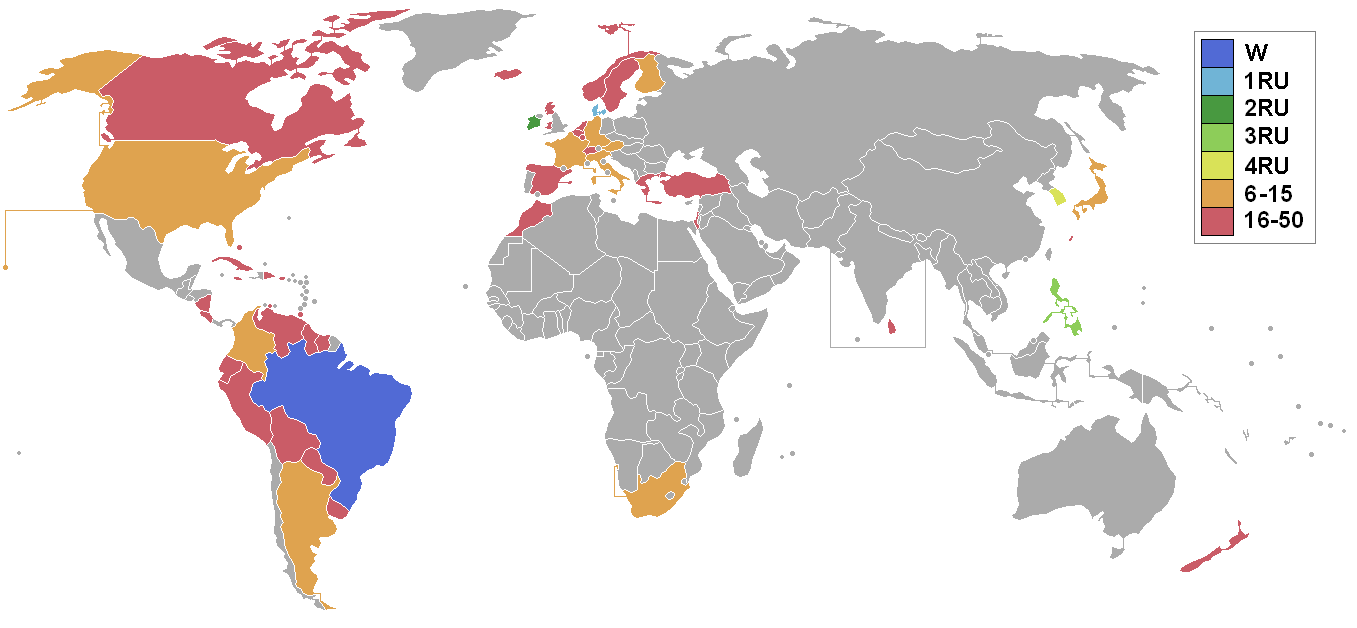
Participating Nations and Results.

Miss Universo 1963, la versión número 12 del certamen de Miss Universo, fue ganado por Iêda Maria Vargas de 18 años de Brasil. Ella fue coronada por la Miss Universo 1962, Norma Nolan de Argentina. El certamen fue realizado el 20 de julio de 1963 en el Miami Beach Auditorium en Miami Beach, Florida, Estados Unidos.

## Resultados
| Resultado final    | Concursante |
| ------------------ | --- |
| Miss Universo 1963 | - Brasil - Iêda Maria Vargas |
| Primera finalista  | - Dinamarca - Aino Korva |
| Segunda finalista  | - Irlanda - Marlene McKeown |
| Tercera finalista  | - Filipinas - Lalaine Bennett |
| Cuarta finalista   | - Corea del Sur - Kim Myoung-Ja |
| Top 15             | - Alemania - Helga Ziesemer - Argentina - Olga Galuzzi - Austria - Gertrude Bergner - Colombia - María Cristina Álvarez - Estados Unidos - Marite Ozers - Finlandia - Riitta Kautiainen - Francia - Monique Lemaire - Italia - Gianna Serra - Japón - Noriko Ando - Sudáfrica - Ellen Liebenberg |

## Premios especiales
| Premio               | Concursante                 |
| -------------------- | --------------------------- |
| Miss Simpatía        | - Escocia - Grace Taylor    |
| Miss Fotogénica      | - Irlanda - Marlene McKeown |
| Mejor traje nacional | - Israel - Sherin Ibrahim   |

## Concursantes
| - Alemania - Helga Carla Ziesemer - Argentina - Olga Galuzzi - Austria - Gertrude Bergner - Bahamas - Sandra Louise Young - Bélgica - Irène Godin - Bolivia - Ana María Velasco Gutiérrez - Brasil - Iêda Maria Britto Vargas - Canadá - Jane Kmita - Ceilán - Manel De Silva - Colombia - María Cristina Álvarez González - Corea del Sur - Kim Myoung-Ja - Costa Rica - Sandra María Chrysopulos Morúa - Cuba - Alicia Margit Chia - Curazao - Philomena Zielinski - Dinamarca - Aino Korva - Ecuador - Patricia Córdova Martínez - Escocia - Grace Calder Taylor - España - María Rosa Pérez Gómez - Filipinas - Lalaine Betia Bennett - Finlandia - Riitta Anja Hellevi Kautiainen - Francia - Monique Lemaire - Gales - Maureen Thomas - Grecia - Despina Orgeta - Guayana británica - Gloria Desire Flackman - Holanda - Else Onstenk | - Islandia - Theodora Thordardóttir - Irlanda - Marlene Margaret McKeown - Israel - Sherin Ibrahim - Italia - Gianna Serra - Jamaica - June Maxine Brownan - Japón - Noriko Ando - Luxemburgo - Mia Dahm - Marruecos - Selma Rahal - Nueva Zelanda - Regina Ellen Scandrett - Nicaragua - Leda Sánchez Ortega - Noruega - Eva Carlberg - Okinawa - Reiko Uehara - Paraguay - Amelia Benítez Olmedo - Perú - Dora Toledano Godier - Puerto Rico - Jeanette Blascoechea Hernández - República Dominicana - Carmen Benicia Abinader De Benito - Sudáfrica - Ellen Liebenberg - Surinam - Brigitta Hougen - Suecia - Kerstin Margareta Jonsson - Suiza - Diane Tanner - Trinidad - Jean Stoddart - Turquía - Güler Samuray - Uruguay - Graciela Pintos - Estados Unidos - Marite Ozers - Venezuela - Irene Amelia Morales Machado |

## Panel de Jueces
| - Edilson Cid Varela - Cesare Danova - Kiyoshi Hara | - Russell Patterson - Peter Sellers - Earl Wilson |

- Datos: Q74206